# Newcomershow

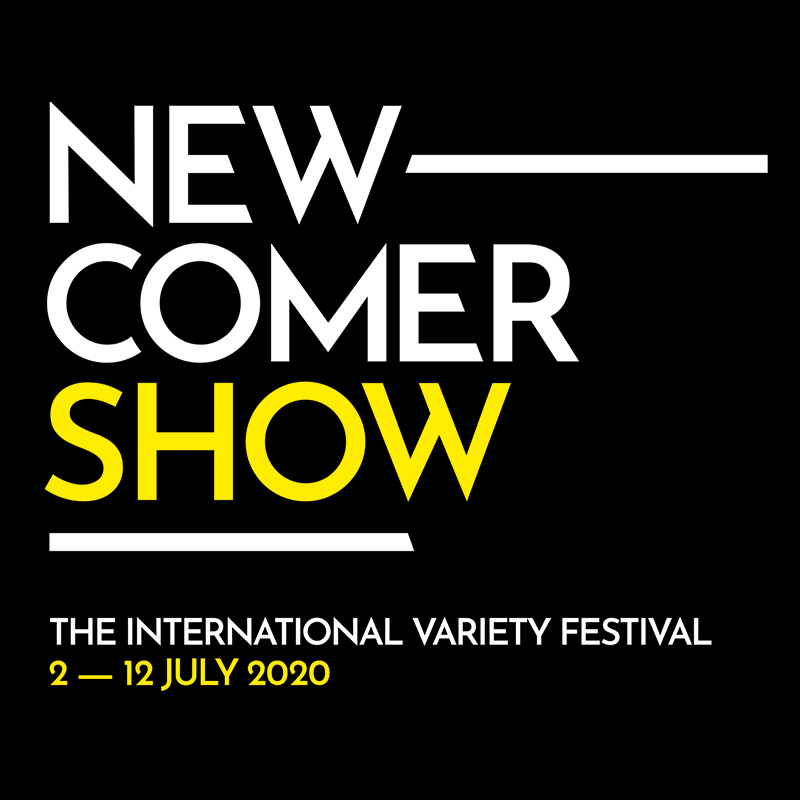

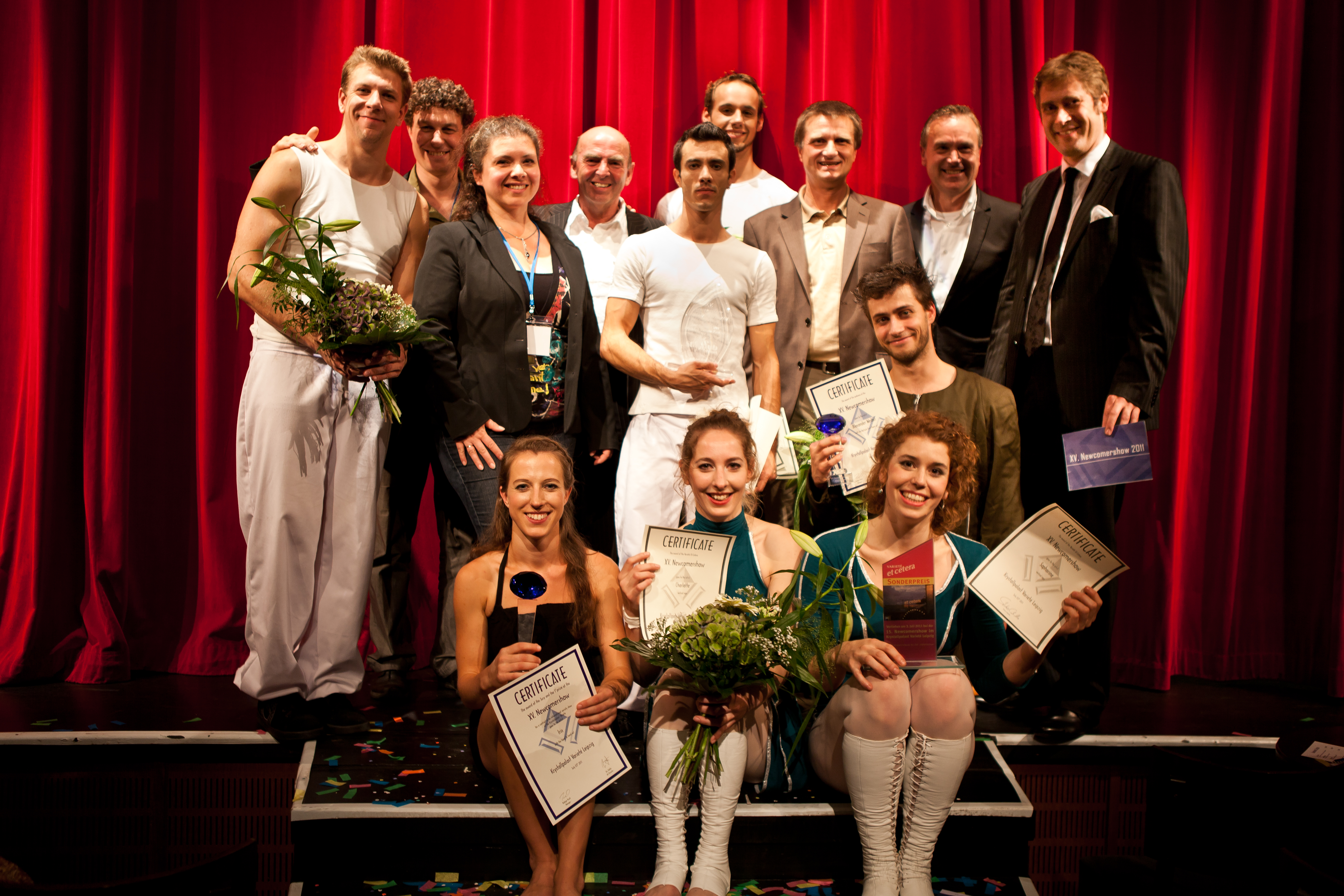
Gewinner 2011

Die Newcomershow ist ein Varieté-Festival des Krystallpalast Varieté Leipzig, bei dem internationale Künstler auftreten, um neue Engagements in den deutschen Varietés zu erhalten. Die Newcomershow ist das einzige Varieté-Festival in Deutschland.

## Geschichte
Die im Jahr 2000 ins Leben gerufene Show fand bis 2003 zweimal im Jahr statt, danach wurde sie jährlich veranstaltet.
Die Show wird jährlich am ersten Juli-Wochenende vom Krystallpalast Varieté Leipzig veranstaltet. Höhepunkt dieser Veranstaltung ist der letzte Festivalabend, bei dem Agenten, Direktoren und künstlerische Leiter namhafter Varietés in Deutschland anwesend sind und Preise an die Artisten verleihen. Ziel dieser Veranstaltung ist es, dass Künstler und Fachpublikum miteinander ins Gespräch kommen und sich neue Engagements für beide Seiten ergeben. Mit der Erweiterung des Festivals von einem Spieltag auf zwei Spieltage (2008), von zwei Spieltagen auf drei Spieltage (2012) und von drei Spieltagen auf vier Spieltage (2015) konnte das Festival sich einen festen Platz im Jahresplan der internationalen Varieté-Festivals sichern. Am Sonntag, dem Tag der Preisverleihung sind meist 60 bis 80 Branchenkenner anwesend. Im Jahr 2020 feiert die Newcomershow vom 02. bis 12. Juli ihr 20-jähriges Jubiläum.

## Teilnehmer
Die Teilnehmer kommen aus den Bereichen Artistik, Zauberkunst und Clownerie. Eine Altersbegrenzung gibt es nicht. Einzige Teilnahmebedingung ist, dass die auftretenden Künstler vorher noch nie bei einem deutschen Varieté unter Vertrag waren.

## Preise
Es werden eine Vielzahl an Preisen verliehen. Fester Bestandteil sind der Publikumspreis und der Jurypreis, die vom Krystallpalast Varieté Leipzig verliehen werden. An den Jurypreis gebunden ist ein zwei-monatiges Engagement im Varieté-Theater. Der Publikumspreis wird vom Publikum an ihren Favoriten verliehen. Zusätzlich gibt es noch diverse Sonderpreise, die von Vertretern deutscher Varietés verliehen werden.

### Jurypreis
Der Jurypreis wird von einer sechs bis siebenköpfigen Fachjury zusammen vergeben. Diese besteht aus Vertretern deutscher Varietés und ehemaligen Artisten. Maximal zehn Punkte werden jeweils in folgenden Kategorien vergeben:
- Technik
- Präsentation
- Originalität

Demzufolge hat derjenige Künstler gewonnen, der die höchste Punktzahl in allen drei Kategorien erreicht hat.

### Publikumspreis
An allen Festivalabenden, hat das Publikum die Möglichkeit seinen Lieblingskünstler zu wählen. Gewonnen hat der Artist mit den meisten Publikumsstimmen. Im Gegensatz zum Jurypreis ist der Publikumspreis nicht an ein Engagement gebunden.

### Sonderpreise
Zusätzlich zu Jurypreis und Publikumspreis werden verschiedene Sonderpreise von Vertretern deutscher Varieté-Theater verliehen. Die Anzahl der verliehenen Preise ist dabei nicht konstant. Generell sind Sonderpreise ebenfalls mit mehrmonatigen Engagement im jeweiligen Varieté verbunden.
Sonderpreise wurden bisher von folgenden Varietès verliehen:
- Varieté Et-Cetera Bochum
- Starclub Varieté Kassel
- Pegasus Varieté Bensheim
- Wintergarten Varieté Berlin
- GOP Varieté-Theater
- Festungsvarieté, Koblenz
- Roncalli’s Apollo Varieté
- Neues Theater Hoechst Frankfurt
- Winterträume Varieté Pforzheim
- Varieté Palais Hopp Kassel

## Gewinner
| Nr. | Jahr   | Jurypreis                                                     | Publikumspreis                                              |
| --- | ------ | ------------------------------------------------------------- | ----------------------------------------------------------- |
| 01  | 2000/1 | Christiane König ( Deutschland) – Luftakrobatik               |                                                             |
| 02  | 2000/2 | Xelodi ( Deutschland) – Diabolo                               |                                                             |
| 03  | 2001/1 | Davaana Jargal ( Mongolei) – Kontorsion                       |                                                             |
| 04  | 2001/2 |                                                               |                                                             |
| 05  | 2002/1 | Girisho ( Vereinigtes Königreich) – Diabolo                   |                                                             |
| 06  | 2002/2 |                                                               |                                                             |
| 07  | 2003   | Duo Tre ( Schweiz) -Diabolo                                   |                                                             |
| 08  | 2004   | Aaron Walker ( Australien) – Vertikalseil                     |                                                             |
| 09  | 2005   | Erik Ivarsson ( Schweden) – Einrad                            |                                                             |
| 10  | 2006   | Fleeky Flanco ( Vereinigte Staaten) – Kontorsion              |                                                             |
| 11  | 2007   | Benno Jacob und Johannes Dudek ( Deutschland) – Diabolo       |                                                             |
| 12  | 2008   | Jérémie ( Kanada) – Diabolo                                   | Airforcetwo ( Schweden) – Trapez                            |
| 13  | 2009   | Charlotte de la Bretéque ( Frankreich) – Luftakrobatik        | Amanda Crockett ( Vereinigte Staaten) – Comedy Trapez       |
| 14  | 2010   | Slava, Antti, Mikko ( Russland, Finnland) – Russischer Barren | Vira ( Belarus) – Sandmalerei                               |
| 15  | 2011   | Chris & Iris ( Deutschland) – Hand auf Hand                   | Alexander Weibel Weibel ( Schweden) – Multiple Schlappseile |
| 16  | 2012   | Sarah & Guilhem ( Kanada, Frankreich) – Trapez                | Sarah & Guilhem ( Kanada, Frankreich) – Trapez              |
| 17  | 2013   | Naoto ( Japan) – Jo-Jo                                        | Max Poulin ( Kanada) – Kunstrad                             |
| 18  | 2014   | Sons ( Schweden) – Schleuderbrett                             | Duo Azelle ( Kanada) – Luftring                             |
| 19  | 2015   | Stanislav Vysotskiy ( Ukraine) – Jonglage                     | Dimitry & Kateryna ( Ukraine) – Partnerakrobatik            |
| 20  | 2016   | Banquinbar ( Kolumbien) – Banquine                            | Lukas and Aaron ( Finnland, Schweden) – Schleuderbrett      |
| 21  | 2017   | Duo Guillaume & Marie ( Kanada, Frankreich) – Duotrapetz      | Duo Guillaume & Marie ( Kanada, Frankreich) – Duotrapetz    |
| 22  | 2018   | Danila Bim ( Brasilien) – Zopfhang                            | Diego & Elena ( Spanien) – Quickchange & Strapaten          |
| 23  | 2019   | Shena Tschofen ( Vereinigte Staaten) – Roue Cyr               | Duo Magnus ( Ukraine) – Hand to Hand                        |